# Francisco Javier Oñate Marín
Francisco Javier Oñate Marín, né le 7 juin 1955, est un homme politique espagnol membre du PSOE.

## Biographie

### Vie privée
Il est marié et père d'un fils.

### Profession
Il est enseignant dont la dernière nomination fut l'IES Alcantara de Alcantarilla.

### Carrière politique
Il est député à l'Assemblée régionale de Murcie de 2003 à 2015 et maire de Javalí Nuevo de 1979 à 1991. Il est conseiller municipal de Murcie de 1992 à 2003.
Le 13 juillet 2015, il est désigné sénateur par l'Assemblée régionale de Murcie en représentation de la Région de Murcie.